# 112 (число)
Вижте пояснителната страница за други значения на 112.
112 (сто и дванадесет) е естествено, цяло число, следващо 111 и предхождащо 113.
Сто и дванадесет с арабски цифри се записва „112“, а с римски цифри – „CXII“. Числото 112 е съставено от три цифри от позиционните бройни системи – 1 (едно), 2 (два).

## Общи сведения
- 112 е четно число.
- 112 е атомният номер на елемента коперниций.
- 112-ият ден от годината е 22 април.
- 112 е година от Новата ера.